# Австралия на зимних Олимпийских играх 1952
Австралия принимала участие в Зимних Олимпийских играх 1952 года в Осло (Норвегия) во второй раз за свою историю, пропустив Зимние Олимпийские игры 1948 года, но не завоевала ни одной медали. Сборную страны представляли 7 мужчин и 2 женщины, принимавшие участие в состязаниях по горнолыжному спорту, конькобежному спорту, лыжным гонкам и фигурному катанию.

## Горнолыжный спорт
Спортсменов - 3
Мужчины
| Спортсмен    | Вид               | 1 попытка | 2 попытка | Всего  | Место |
| ------------ | ----------------- | --------- | --------- | ------ | ----- |
| Билл Дэй     | Скоростной спуск  |           |           | 3.31,4 | 60    |
| Билл Дэй     | Слалом            | 1.13,9    | Не прошёл | -      | 54    |
| Билл Дэй     | Гигантский слалом |           |           | 3.10,5 | 67    |
| Барри Паттен | Скоростной спуск  |           |           | 3.53,1 | 67    |
| Барри Паттен | Слалом            | 1.29,6    | Не прошёл | -      | 76    |
| Барри Паттен | Гигантский слалом |           |           | 3.41,1 | 80    |
| Боб Эрнотт   | Скоростной спуск  |           |           | 4.13,5 | 71    |
| Боб Эрнотт   | Слалом            | 1.21,0    | Не прошёл | -      | 65    |
| Боб Эрнотт   | Гигантский слалом |           |           | 3.38,4 | 78    |

## Конькобежный спорт
Спортсменов - 1
| Спортсмен   | Вид    | Результат | Место |
| ----------- | ------ | --------- | ----- |
| Колин Хайки | 500 м  | 46,2      | 29    |
| Колин Хайки | 1500 м | 2.30,4    | 30    |
| Колин Хайки | 5000 м | 8.57,6    | 28    |

## Лыжные гонки
Спортсменов - 2
Мужчины
| Спортсмен      | Вид   | Результат      | Место |
| -------------- | ----- | -------------- | ----- |
| Брюс Хаслинген | 18 км | 1:29.58        | 74    |
| Брюс Хаслинген | 50 км | Не финишировал | -     |
| Седрик Слоан   | 18 км | 1:32.39        | 75    |
| Седрик Слоан   | 50 км | Не финишировал | -     |

## Фигурное катание
Спортсменов - 3
| Спортсмен     | Вид                       | Обязатель- ная программа | Обязатель- ная программа | Обязатель- ная программа | Произволь- ная программа | Произволь- ная программа | Произволь- ная программа | Всего       | Всего      | Всего |
| Спортсмен     | Вид                       | Сумма очков              | Сумма мест               | Место                    | Сумма очков              | Сумма мест               | Место                    | Сумма очков | Сумма мест | Место |
| ------------- | ------------------------- | ------------------------ | ------------------------ | ------------------------ | ------------------------ | ------------------------ | ------------------------ | ----------- | ---------- | ----- |
| Адриан Суан   | Мужское одиночное катание | 678,4                    | 102,5                    | 12                       | 569,8                    | 86                       | 9                        | 1248,2      | 95         | 10    |
| Нэнси Барли   | Женское одиночное катание | 696,9                    | 158                      | 17                       | 523,8                    | 114,5                    | 14                       | 1220,7      | 135        | 14    |
| Гвенет Молони | Женское одиночное катание | 683,5                    | 166                      | 18                       | 435,6                    | 196                      | 22                       | 1119,1      | 190        | 21    |